# 榛原 (和紙舗)

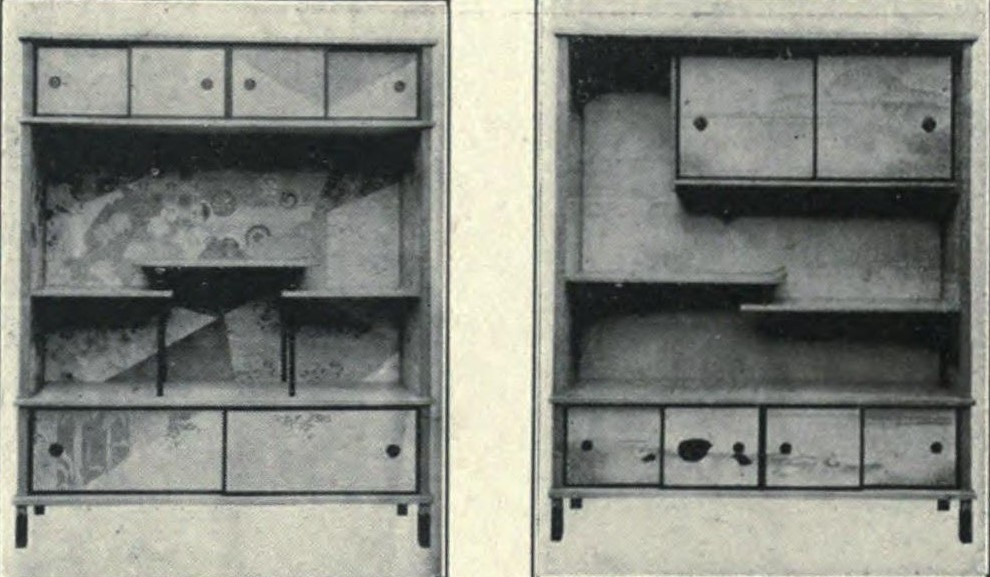
榛原の和紙を使った作品。明治時代

榛原（はいばら）は、東京都中央区日本橋に本社を置く和紙舗（わがみほ）。正式商号は株式会社榛原。

## 概要
文化3年（1806年）の創業以来、200年以上続く老舗である。和紙（白和紙、友禅、千代紙）、和小物、便箋、金封、のし袋などの商品を取り扱っている。
初代須原屋佐助が江戸日本橋に小間紙屋を開業したのが始まりと言われている。また、「雁皮」を原料とする「雁皮紙」を江戸の庶民に最初に売り出したことで有名である。竹久夢二が欧州に旅立つ時に、四代目当主がこれを援助するなど、夢二と関わりがあり、夢二の作品を絵封筒や便箋、千代紙などで売り出し、現在でも、それら夢二の手がけた商品を販売している。夢二の他にも、柴田是眞や、河鍋暁斎、川瀬巴水、川端玉章、伊東深水などの絵師とも交流が深く、彼らの残した下絵を多く所有し、一部はうちわ絵などとして復刻され、店頭に並んでいる。
ウィーン万国博覧会（1873年）、パリ万国博覧会（1878年）に日本で初めて和紙を出品し、褒状を授与した。この間欧州に渡った榛原製の和紙は、イギリスのビクトリア・アルバート美術館、グラスゴー美術館、フランスのルーブル美術館に併設されているパリ装飾美術館などに、現在も保存されている。
大正時代以降の産業発展に伴い、各方面に押し寄せた自動化、省力化の波に対応すべく、日本で初めて計測記録紙の国産化に成功し、以後改良を重ね、現在でも神楽坂工場（昭和39年より稼動）を中心に国内、さらに諸外国へ、当該商品を販売している。
2015年5月20日、再開発で建てられた東京日本橋タワーの敷地の一角に独立した店舗として日本橋本店を新装オープンした。その建物は2016年度グッドデザイン賞を受賞した。

## 事業所
- 日本橋本店（東京都中央区日本橋）
- 日本橋第二オフィス（東京都中央区日本橋2-10-5）

### 関連会社
- 榛原オストリッチ製作所（東京都狛江市）